# Semënov (Oblast' di Nižnij Novgorod)
Semënov (in russo Семёнов?) è una città della Russia europea centro-orientale, nell'oblast' di Nižnij Novgorod, centro amministrativo dell'omonimo circondario urbano. Fino al 2010 era capoluogo del rajon Semënovskij.
Sorge sulle rive del fiume Sanochta (affluente del Kerženec) e dista circa 70 km da Nižnij Novgorod.
Fondata nel 1644, ha ricevuto lo status di città nel 1779.